# Pim de la Parra
Pim de la Parra   (Paramaribo, 5 de gener de 1940 - Paramaribo, 6 de setembre de 2024) va ser un director de cinema natiu de Surinam, que va desenvolupar la seva carrera professional als Països Baixos.

## Biografia
De la Parra era el major de dos germans, nebot de Gerard Spong i descendent de jueus sefardites que es van establir a Surinam fa quatre segles. De la Parra va ser educat per les seves ties.
Va concórrer a l'Acadèmia de Cinematografia d'Amsterdam i en 1964 va fundar juntament amb Nicolai van der Heyde i Gied Jaspars Skoop una revista de cinematografia. De la Parra va realitzar el seu debut en 1965 amb la pel·lícula Jongens, jongens wat en meid. Des de 1966 va dirigir i va produir pel·lícules juntament amb Wim Verstappen, a partir de 1967 sota el nom de Scorpio Films. Després d'alguns curtmetratges, va començar la seva carrera internacional amb Obsessions (1969), coescrita amb Martin Scorsese. El seu primer gran èxit va ser en 1971 amb la pel·lícula Blue Movie.

## Filmografia
- Jongens, jongens wat een meid (1965)
- Joszef Katùs (1966)
- Obsessions a.k.a. Bezeten, Het Gat in de Muur (1969; Pim de la Parra, Wim Verstappen i Martin Scorsese)
- Rubia's Jungle (1970)
- Blue Movie (1971)
- De inbreker (1972)
- Frank en Eva (1973)
- Mijn nachten met Susan, Olga, Albert, Julie, Piet & Sandra (1975)
- Wan Pipel (1976)
- Paul Chevrolet en de ultieme hallucinatie (1985)
- Als in een Roes... (1986)
- Odyssée d'Amour (1987)
- Lost in Amsterdam (1989)
- De nacht van de wilde ezels (1990)
- Let the Music Dance (1990)
- Dagboek van een zwakke yogi (1993; com Ronald da Silva)
- Dream of a Shadow (1996)
- Ala di (2006)
- Het geheim van de Saramacca rivier (2007; primera pel·lícula de l'Acadèmia de Cinema Surinamesa)